# Platylabus balearicus
Platylabus balearicus là một loài tò vò trong họ Ichneumonidae.